# Romanca (Kraljevi ulice)
"Romanca" je pjesma Kraljeva ulice i njihov član 75 Centsa, koja je Hrvatsku predstavljala na natjecanju za Pjesmu Eurovizije 2008. u Beogradu. U prvoj polufinalnoj večeri Eurosonga 2008. "Romanca" je osvojila 112 bodova što im donosi plasman u finale Eurosonga. U finalnoj večri osvojili su 44 boda tj. 21. mjesto u ukupnom poretku Eurosonga 2008.